# やぎ座イータ星
やぎ座η星（やぎざイータせい、η Capricorni、η Cap）は、やぎ座にある連星である。合成での視等級は4.82で、肉眼でもみることができる。年周視差は、ガイア衛星の観測によれば24.4ミリ秒で、これを基に太陽からの距離を計算すると、134光年となる。

## 星系
やぎ座η星が2つの恒星からなることは、1950年代に発見された。ユニオン天文台での観測で、マイクロメータによる星像の精密測定から明らかになった。その後、1970年代、1980年代に行われた、スペックル干渉法による観測から、相対位置の時間変化が求められ、2つの恒星の公転運動がわかり、連星であることが確認された。
やぎ座η星系は、公転周期が27.85年、軌道長半径が0.265秒、離心率が0.410という軌道をとって公転している。主星のやぎ座η星Aは、白色のA型主系列星で視等級は4.98、質量は太陽のおよそ2倍、伴星のやぎ座η星Bは、F型主系列星で視等級は7.16、質量は太陽のおよそ1.2倍である。

## 名称
やぎ座η星という名称はバイエル名で、フラムスティード名ではやぎ座22番星である。
中国では、やぎ座η星は十二國（拼音: Shíer Guó）という戦国時代の十二国を示す星官を、やぎ座φ星、やぎ座ι星、やぎ座38番星、やぎ座35番星、やぎ座36番星、やぎ座χ星、やぎ座θ星、やぎ座30番星、やぎ座33番星、やぎ座ζ星、やぎ座19番星、やぎ座26番星、やぎ座27番星、やぎ座20番星、やぎ座21番星と共に形成する。やぎ座η星自身は、周一（拼音: Zhou yī）つまり周の1番星と呼ばれるが、へび座β星が天市右垣の5番星でやはり周という名称を持っている。